# Duesenberg
Niektóre z zamieszczonych tu informacji od 2008-10 wymagają weryfikacji.
 Po wyeliminowaniu niedoskonałości należy usunąć szablon {{Dopracować}} z tego artykułu.

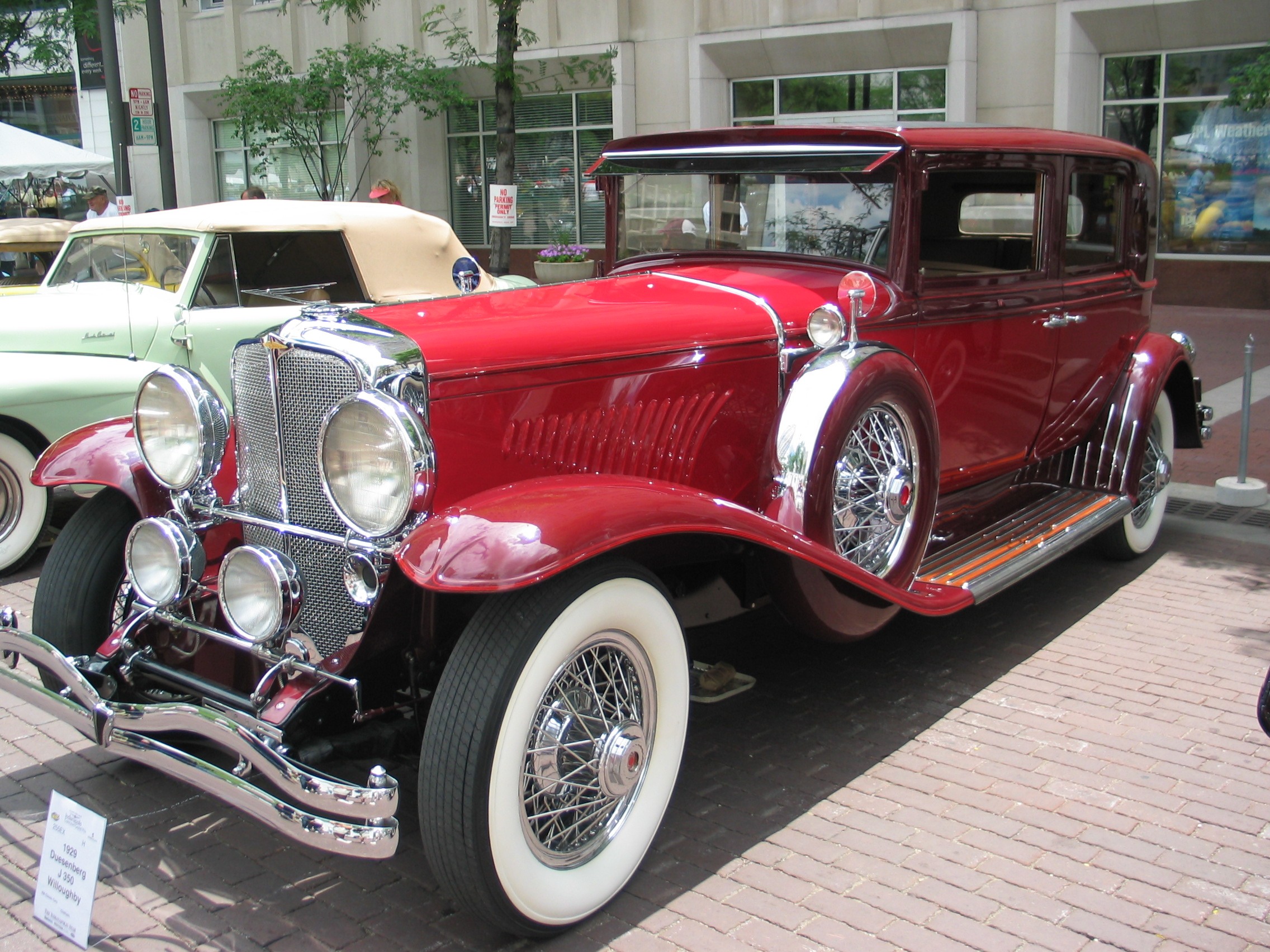
Duesenberg J 350 Willoughby z 1929 roku

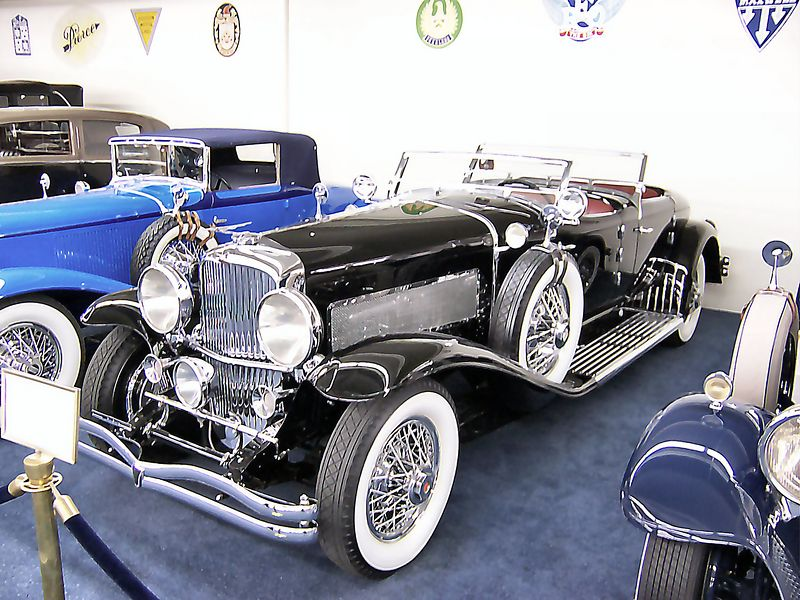
Duesenberg J Walker Legrande Torpedo Phaeton z 1930 roku

Duesenberg – amerykańskie przedsiębiorstwo istniejące  w latach 1913–1937, produkujące luksusowe samochody osobowe. Pierwsze wprowadziło silniki ośmiocylindrowe rzędowe i hamulce hydrauliczne na koła przednie.

## Historia
Przedsiębiorstwo Duesenberg Automobile & Motors Company założyli bracia Fred i August Duesenberg w 1913 roku z zamiarem budowy samochodów sportowych. Pojazdy tej marki zaczęły się pojawiać na ważnych imprezach wyścigowych: Indianapolis 500 (zwycięstwa w 1924, 1925 i 1927), Grand Prix Francji (zwycięstwo w 1921).
W 1921 roku siedziba firmy została przeniesiona do Indianapolis i zaczęła produkcję aut osobowych. Pierwszym z nich był bardzo nowoczesny pojazd o nazwie „Model A”, który jednak bardzo słabo się sprzedawał (wyprodukowano go w zaledwie 667 egzemplarzach). W roku 1926 przedsiębiorstwo zostało wykupione przez E.L. Corda, właściciela Cord Automobile. Odtąd Duesenberg miał się skupić na produkcji samochodów luksusowych. Wkrótce potem zadebiutował „Model J”, który w owym czasie był jednym z najszybszych samochodów na świecie (najmocniejsza wersja mogła pojechać nawet 220 km/h), ale też i jednym z najdroższych na rynku, w zależności od wersji kosztował od 13 500 do 25 000 dolarów (zarobki zwykłych obywateli kształtowały się wtedy na poziomie 3000 dolarów rocznie).
Produkcja samochodów zakończyła się w roku 1937, z powodu rozpadu imperium finansowego E.L. Corda. W ciągu 33 lat swojej działalności, przedsiębiorstwo wyprodukowało około 1000 samochodów, z czego 480 były to bardzo drogie i luksusowe modele, takie jak „J” i „SJ”.

## Reaktywacja
Po II wojnie światowej kilkakrotnie próbowano wskrzesić markę Duesenberg, ale bez sukcesów. W połowie lat 60. syn jednego z założycieli marki, Fritz Duesenberg, był najbliższy sukcesu, jednak jego samochód nie przekroczył nawet stadium prototypu. Auto było zaprojektowane przez Virgila Exnera, a wykonaniem karoserii zajęła się włoska wytwórnia Ghia.
W 1975 roku rozpoczęto produkcję replik przedwojennych modeli pod nazwą Duesenberg II, która trwała aż do połowy pierwszego dziesięciolecia XXI wieku. Wizualnie były to identyczne samochody, chociaż zastosowano w nich wiele współczesnych rozwiązań. Ceny takich pojazdów niejednokrotnie przekraczały 200 000 dolarów.

## Modele
- Duesenberg Model A
- Duesenberg Model J
- Duesenberg Model SJ